# Blansko
Blansko (tjekkisk udtale: [ˈblansko] ; tysk: Blanz) er en by i regionen Sydmæhren i  Tjekkiet med omkring 20.000 indbyggere. Den ligger ved floden Svitava  på grænsen til Mæhriske Karst. Det er hovedsageligt en industriby.
Landsbyerne Češkovice, Dolní Lhota, Horní Lhota, Hořice, Klepačov, Lažánky, Obůrka, Olešná, Skalní mlýn, Těchov og Žižlavice er administrative dele af Blansko.

## Geografi
Blansko ligger omkring 16 km  nord for Brno  i Drahany-højlandet. Det højeste punkt er bakken Bukovec med en højde på 596 moh. Den ligger i floddalen til Svitava; størstedelen af byen ligger på en skråning over Svitavas venstre bred. Den østlige del af kommunens område ligger i det beskyttede landskabsområde Mæhriske Karst.

## Historie
Blansko blev oprindeligt grundlagt som en bosættelse på højre bred af Svitava, i dag den lokale del kaldet Staré Blansko ("Gamle Blansko"). Den lå på en vigtig handelsrute fra Bøhmen til regionerne omkring Donau. Den første skriftlige omtale af Blansko er fra 1136.
Fra slutningen af det 14. århundrede begyndte en ny bebyggelse at vokse på venstre bred, kendt som Nové Blansko ("Ny Blansko"), som senere blev kernen i den moderne by. Begge dele udviklede sig administrativt og økonomisk uafhængigt indtil 1526, hvor de fusionerede. I slutningen af det 16. århundrede under styret af Žalkovský af Žalkovice-familien, blev Blansko forfremmet til en købstad. Familien havde genopbygget den lokale gotiske fæstning til en renæssancebolig.
Fra 1698 ejede familien Gellhorn godset og grundlagde her det første støberi og jernværk. I 1766 blev Blansko købt af familien Salm-Reifferscheidt. De ejede det indtil 1945. I første halvdel af 1800-tallet blomstrede og udviklede jernværket sig og udvidelsen af produktionen af kunstnerisk støbejern skete. I 1849 blev jernbanen fra Brno til Česká Třebová åbnet. I 1905 gav Franz Joseph 1. af Østrig Blansko status som by.
I 1949 blev Blansko hovedstad i Blansko-distriktet i stedet for Boskovice. Fra 1960'erne til 1980'erne blev byen centrum for ingeniørindustrien, og befolkningen voksede hurtigt. Som følge af nybyggeri forsvandt de fleste af de historiske bygninger.

## Seværdigheder
Den vigtigste seværdighed er Blansko Slot. Renæssanceslottet blev bygget i 1604-1605 ved rekonstruktion af en gotisk fæstning fra det 14. århundrede. I dag huser det Blansko Region Museum med udstillinger fra Mæhriske Karst  og dens udforskning, traditionen for jernindustrien i Blansko og produktion af kunstnerisk støbegods.
Sankt Martin-kirken blev bygget i 1672-1691. Den erstattede en original romansk og senere gotisk kirke fra det 12. århundrede. I 1707–1708 blev kirken rekonstrueret og et nyt tårn blev tilføjet. Tårnet er åbent for offentligheden og fungerer som udkigstårn. Kirken har en af de ældste klokker, der stadig eksisterer i Mähren.
Trækirken Sankt Paraskieva blev bygget i Karpatiske Rutenien i 1601-1641 og bragt til Blansko i 1936. Det er den ældste kirke af ruthensk gotisk type i landet.
Klamovka Jernværk er det sidst bevarede støberi og jernværk fra 1850'erne. Det er et typisk eksempel på den industrielle arkitektur fra midten af det 19. århundrede.
Rådhuset fra 1885 erstattede en gammel trækonstruktion med et tårn, der stammer fra 1500-tallet. I 1904 stod klokketårnet færdigt.